# SP-557
A SP-557 é uma rodovia transversal do estado de São Paulo, administrada pelo Departamento de Estradas de Rodagem do Estado de São Paulo (DER-SP).

## Denominações
Recebe as seguintes denominações em seu trajeto:
Nome:	Henrique Risso, Rodovia
- De - até:	SP-463 - (Dolcinópolis) - Paranapuã - SP-561
- Legislação:	LEI 4.978 DE 02/04/86

## Descrição
Faz a ligação entre a Rodovia Doutor Elyeser Montenegro Magalhães (SP-463) e a Rodovia Jarbas de Moraes (SP-561) entre os municípios de Turmalina e Urânia. É pavimentada e possui aproximadamente 20 km de extensão. A sua denominação atual foi o projeto do então deputado estadual Ademar de Barros e sancionado por Franco Montoro.
Principais pontos de passagem: SP 463 - Dolcinópolis - Paranapuã - SP 561

## Características

### Extensão
- Km Inicial: 0,000
- Km Final: 20,060

### Municípios atendidos
- Turmalina
- Dolcinópolis
- Paranapuã
- Urânia